# Latridopsis ciliaris
Latridopsis ciliaris is een straalvinnige vissensoort uit de familie van trompetvissen (Latridae). De wetenschappelijke naam van de soort is voor het eerst geldig gepubliceerd in 1801 door Forster.